# James Meredith (futebolista)
James Meredith (Albury, 5 de abril de 1988), é um futebolista australiano que atua como lateral.

## Carreira
Foi convocado para defender a Seleção Australiana de Futebol na Copa do Mundo FIFA de 2018.

## Títulos
Fonte:
York City
- FA Trophy: 2011–12